# خوسيه فيغا (سياسي)
خوسيه فيغا (بالإسبانية: José Vega Antonio)‏ هو سياسي بيروفي، ولد في 1957 بليما في بيرو. حزبياً، نشط في Union for Peru ‏. وقد انتخب عضو مجلس الشيوخ البيروفي ‏.

## وصلات خارجية
- الموقع الرسمي

1. ↑   https://infogob.jne.gob.pe/Politico/FichaPolitico/jose-alejandro-vega-antonio_historial-partidario_GzPlDSKSr8gc6+@0ElOxMA==PS. اطلع عليه بتاريخ 2024-01-20. {{استشهاد ويب}}: |url= بحاجة لعنوان (مساعدة) والوسيط |title= غير موجود أو فارغ (من ويكي بيانات) (مساعدة)